# Léonard Defrance
Léonard Defrance (Liegi, 1735 – 1805) è stato un pittore belga.

## Biografia
Léonard Defrance ebbe una vita molto avventurosa, dopo aver concluso il suo apprendistato presso Jean-Baptiste Coclers, nel 1753 si trasferì a Roma, ove rimase fino al 1759. Qui si manteneva dipingendo santi e ritratti di papi per i negozianti. Dopo aver lasciato Roma visitò Napoli, Firenze ed altre città italiane, si stabilì per un breve periodo a Montpellier a Tolosa e Parigi per rientrare a Liegi nel 1764 dove sposò una cugina.
Nei tredici anni che seguirono ebbe vita dura per mantenersi con ritratti e quadri tradizionali per la chiesa, campo che limitava la sua abilità nell'arte, poiché nei suoi soggiorni francesi egli aveva stretto amicizie negli ambienti progressisti.
Dagli olandesi minori e da Jean-Honoré Fragonard, Defrance apprese il tocco leggero e le tinte brillanti che caratterizzano le sue opere più tarde, scelse i suoi soggetti di preferenza dalla vita popolare. Interessante è come in Defrance già appaia, con un secolo d'anticipo, l'accento sociale.
Dopo un breve soggiorno a Parigi tornò a Liegi nel 1774, dove, con l'aiuto di Fragonard venne nominato professore presso l'Accademia di Liegi. Nel 1789 lo raggiunse la notizia dello scoppio della Rivoluzione, tornò a precipizio e si gettò nella lotta politica; negli anni a seguire ebbe un ruolo importante nella confisca dei beni della Chiesa, il suo nome viene spesso associato alla demolizione della Cattedrale di Notre-Dame-et-Saint-Lambert individuata dai repubblicani come uno dei simboli del potere del principe-vescovo. 
Più tardi egli tornò alle mansioni accademiche, che continuò fino alla sua morte nel 1805.
Tra le sue opere si ricorda l’Interno di fonderia.